# Torii Kiyomasu
Torii Kiyomasu est un nom japonais traditionnel ; le nom de famille (ou le nom d'école), Torii, précède donc le prénom (ou le nom d'artiste).
Torii Kiyomasu (鳥居 清倍, . Années 1690 - années 1720) est un peintre et imprimeur japonais de l'école Torii du genre ukiyo-e. Comme les autres artistes Torii, son intérêt premier se porte sur les affiches de théâtre kabuki, la publicité, les yakusha-e portraits d'acteurs et autres sujets liés. De nombreux spécialistes pensent qu'il est le frère cadet ou le fils de Torii Kiyonobu, un des fondateurs de l'école, ou qu'il s'agit d'un nom d'artiste (gō) pour la même personne.
Dans les années 1710, le nombre d'affiches signées Kiyomasu surpasse de loin celles signées de Kiyonobu. Si les deux sont des artistes différents, cela peut signifier que l'artiste le plus âgé, le directeur de l'école, consacre plus de temps aux affiches de kabuki et autres travaux qui sont plus du domaine de l'atelier que le cadet à qui est laissée la réalisation des impressions. D'un autre côté, si les deux ne sont en fait qu'une seule personne, cela peut s'expliquer simplement par l'emploi de noms différents selon le type de travail.
Bien que son style semble un peu plus élégant que celui de Kiyonobu, ils sont difficiles à distinguer l'un de l'autre, comme le sont les œuvres de la plupart des autres artistes Torii. Cela dit, certains éléments stylistiques permettent d'identifier les différences entre les deux artistes. Tandis que l’œuvre de Kiyonobu est largement inspirée de celle de Hishikawa Moronobu, naturellement très masculine avec des traits forts et prononcés, les créations de Kiyomasu, tout en étant très similaires à première vue, sont en fait plus douces et plus gracieuses; elles paraissent montrer un « manque de sérieux dans l'intention ». Ce changement est attribué à une émulation des modèles de Sugimura Jihei, le principal concurrent de Moronobu.